# Нагая, Мария Фёдоровна
Мари́я Фёдоровна Нага́я (в иночестве Ма́рфа; 28 июля 1562 — 1608, Москва) — царица, последняя (седьмая) жена Ивана IV, мать царевича Дмитрия Углицкого.
Дочь окольничего Фёдора Фёдоровича Нагого-Федца. По мнению историков и генеалогов Н. В. Мятлева (1872—1929) и А. Л. Грязнова, дочь или сестра князя Василия Семёновича Фуникова-Кемского была женой Ф. Ф. Нагого, а следовательно и матерью его детей, за что часть звенигородской вотчины князей Фуниковых-Кемских получил Фёдор Фёдорович в приданое.
Её дядей был русский посол в Крымском ханстве, дипломат и близкий приближённый царя — Афанасий Нагой, что видимо, и способствовало браку.

## Биография

### При Иване
Замуж вышла в 1580 году, оказавшись 7-й женой царя, то есть незаконной по церковному праву (подробнее см. Законность браков Ивана Грозного). Позже новый царь Фёдор Иоаннович запретил духовенству поминать имя своего единокровного брата царевича Дмитрия при богослужениях на том основании, что он рождён в седьмом браке и поэтому является незаконнорождённым.
Сохранился свадебный разряд её бракосочетания. Известный историк А. А. Зимин пишет: «Свадьба состоялась вскоре после ухода Батория из Великих Лук. По словам Горсея, Грозный женился, чтобы успокоить сына Ивана и бояр, взволнованных слухами о предполагавшемся бегстве царя в Англию. Очевидно, это рассуждение не что иное, как досужий домысел. Свадьба царя происходила в интимной обстановке. Присутствовали наиболее близкие к нему лица, в основном государев Двор. „В отца место“ (вместо отца, на месте отца)  на свадьбе выступал царевич Фёдор, а наследник престола Иван — „тысяцким“)».
Её единственный сын Дмитрий Углицкий, третий из выживших детей царя Ивана, родился 19 октября 1582 года.

### При Фёдоре
По смерти царя в 1584 году и восшествии на престол его единственного оставшегося в живых сына от первого брака Фёдора Иоанновича (причём ещё до церемонии венчания на царство 24 мая) была регентским советом вместе со своим сыном и братьями удалена на житьё в Углич (1584). Дмитрий получил Углич в княжение (как ранее и младший брат Ивана Грозного Юрий Васильевич и младший брат Василия III — Дмитрий Иванович Жилка).
Джером Горсей пишет, что «царицу сопровождала разная свита, её отпустили с платьем, драгоценностями, пропитанием, лошадьми и проч. — всё это на широкую ногу, как подобает государыне».

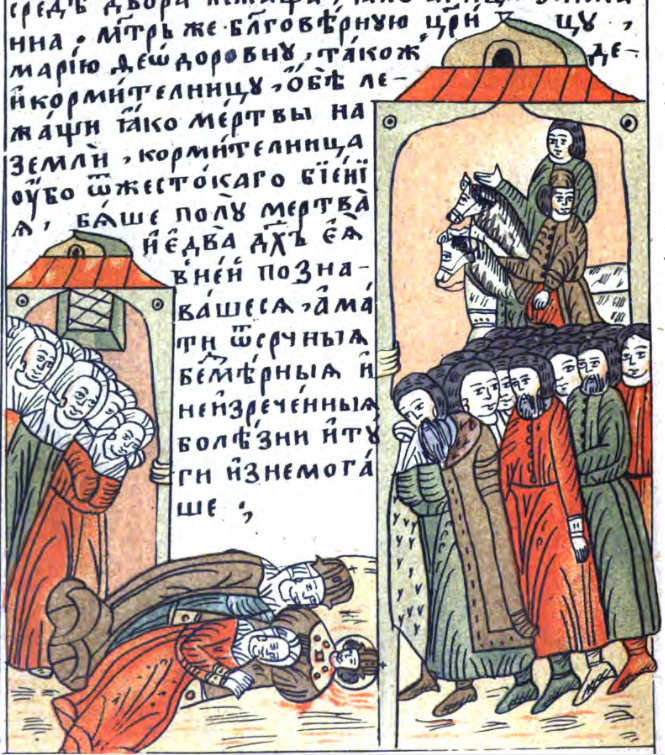
Мария Нагая над телом царевича Дмитрия, миниатюра из жития царевича Дмитрия, XVII в.

Фрагмент позднейшего «Нового летописца», основанный, очевидно, на более ранних источниках, рассказывает о причине высылки рода Нагих: в ночь после смерти Ивана IV Борис Годунов «с своими советники возложи измену на Нагих и их поимаху и даша их за приставы»; та же участь постигла многих, «коих жаловал царь Иван»: их разослали по дальним городам и темницам, их дома были разорены, поместья и вотчины розданы. Зимин пишет, что «рассказ, конечно, носит черты антигодуновской редакции и явной романовской „реабилитации“ Нагих. Решение выслать Нагих из Москвы, вероятно, было принято всей Думой, опасавшейся их акций в пользу младшего брата Федора царевича Дмитрия. Но в основном он соответствует действительности. Сосланы были трое сыновей А. М. Нагого: Андрея, судя по позднейшим данным, отправили в Арск; Михаил, воеводствовавший в 1583/84 г. в Казани, в 1585/86 г. оказался в Кокшайске, а в 1586/87 — 1593/94 гг. — в Уфе; Афанасий — в Новосили (1584 г.). Их троюродный брат Иван Григорьевич в 1585/86 г. находился в Кузьмодемьянском остроге, а с 1588/89 по 1593/94 г. — в новопостроенном городе на Лозьве. Старший дядя царицы Марии Семен Федорович Нагой с сыном Иваном в 1585/86—1589/90 гг. служили в Васильсурске, а другой дядя — Афанасий в 1591 г. был в Ярославле. При царице Марии (вскоре сосланной в Углич) состояли отец Федор (умер после 1591 г.), дядя Андрей и братья Михаил и Григорий Федоровичи».
Новый царь, как было сказано выше, по некоторым источникам, со временем запретил духовенству поминать царевича Дмитрия из-за его незаконнорождённости.
15 мая 1591 года при таинственных обстоятельствах мальчик, являвшийся наследником царя Федора, погиб. В городе начались беспорядки, в которых частично была виновата и царица — когда ребёнок умер, она выбежала со двора, увидела случившееся, начала бить мамку поленом и объявила виновными нескольких людей, которых убила толпа (см. Угличское дело).
«За недосмотрение за сыном и за убийство невинных Битяговских с товарищи» Нагая была пострижена в монахини под именем Марфы. Относительно монастыря сведения разнятся — упоминаются нелокализуемые Судин монастырь на Выксе вблизи Череповца или Николовыксинская пустынь. Её братья за небрежение к ребёнку были заточены в темницу.

### При Борисе

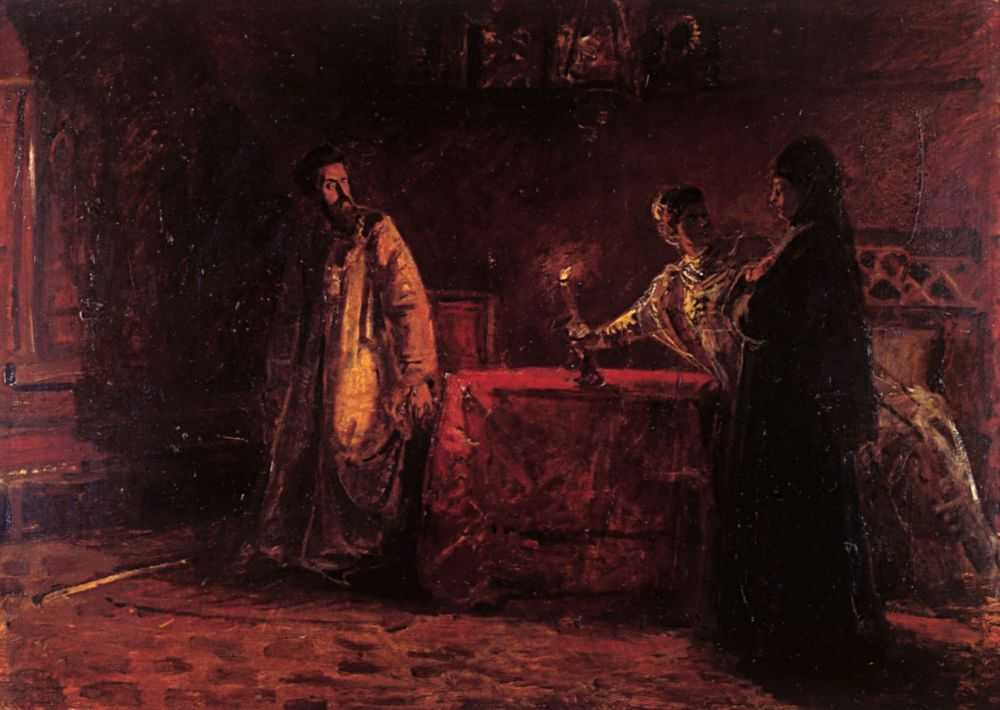
«Царь Борис и царица Марфа», этюд Н. Н. Ге, 1874 год

В 1598 году Фёдор скончался, что не улучшило положения Нагой. Из монастыря она вызывалась Борисом Годуновым в 1604 году в Москву, по случаю слухов о Лжедмитрии I, но ничего не открыла и была отослана обратно.
Эта сцена, красочно описанная Костомаровым (вслед за Исааком Массой), легла в основу этюда Николая Ге.

Он, говорят, велел привезти мать Димитрия в Новодевичий монастырь; оттуда привезли её ночью во дворец тайно и ввели в спальню Бориса. Царь был там с своею женою. «Говори правду, жив ли твой сын или нет?» — грозно спросил Борис. «Я не знаю», — отвечала старица. Тогда царица Марья (жена Бориса) пришла в такую ярость, что схватила зажжённую свечу, крикнула: «Ах ты б…. ! смеешь говорить: не знаю — коли верно знаешь!» — и швырнула ей свечою в глаза. Царь Борис охранил Марфу, а иначе царица выжгла бы ей глаза. Тогда старица Марфа сказала: «Мне говорили, что моего сына тайно увезли из Русской земли без моего ведома, а те, что мне так говорили, уже умерли». Рассерженный Борис приказал отвезти старицу в заключение и держать с большею строгостью и лишениями.

### При Лжедмитрии I
18 июля 1605 года имела торжественный въезд в Москву, где признала Лжедмитрия I своим сыном. В столице она поселилась в кремлёвском Вознесенском монастыре, где согласно обычаю принимала Марину Мнишек в бытность её невестой. Членам рода Нагих, как «родственникам» царя, возвратили свободу, чины и имущество.

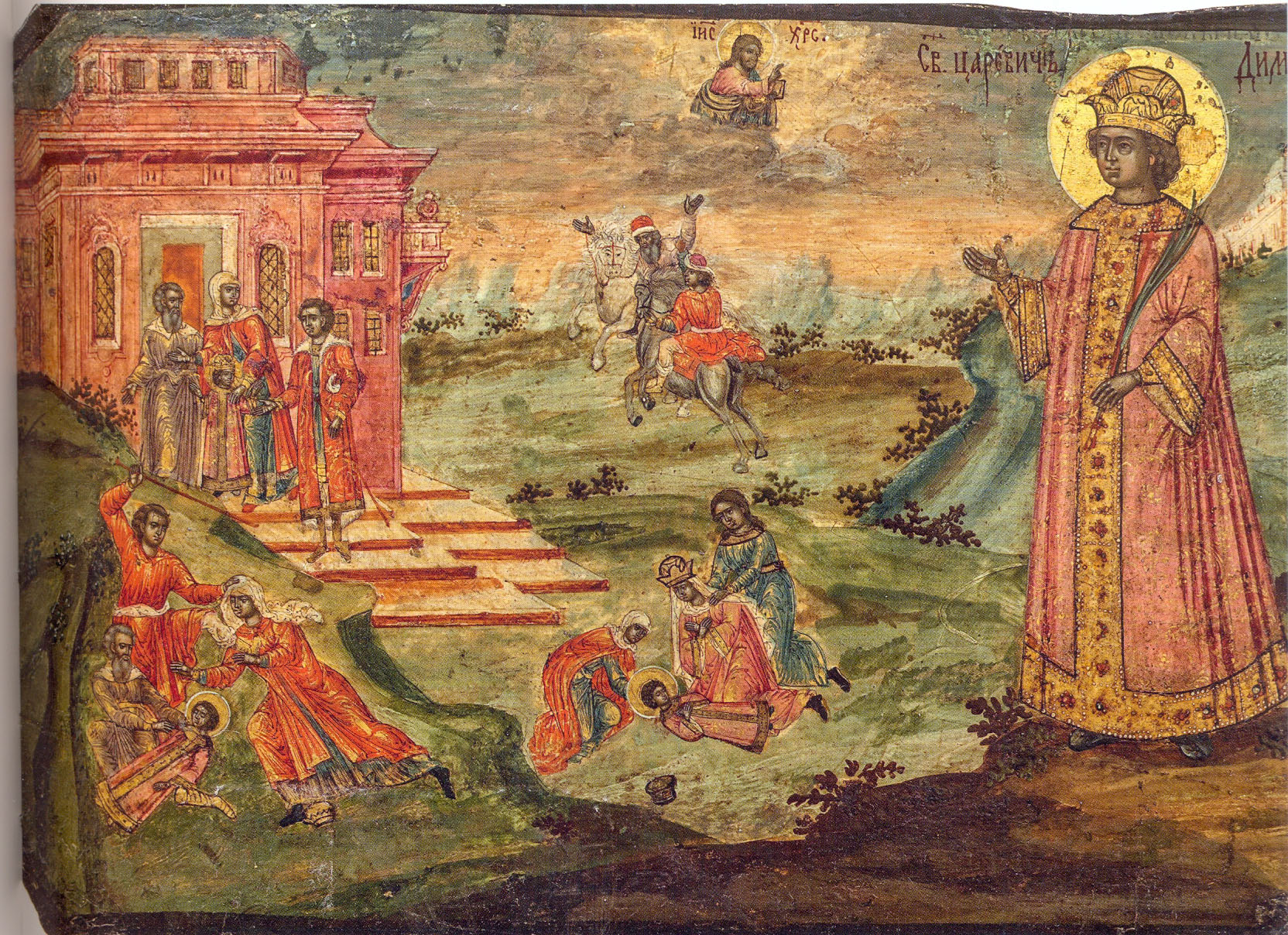
Сцена Убиения Царевича Дмитрия с изображением царицы Марии Фёдоровны, XVIII в.

Позже из Москвы в Польшу явился швед с тайным поручением, который сказал: «царица московская, инокиня Марфа Федоровна, мать покойного Димитрия, через свою воспитанницу немку Розновну сообщила мне, для передачи его величеству королю, что на престоле московском царствует теперь вовсе не её сын, а обманщик; она из своих видов хотя и признала его за сына, теперь сообщает, что этот обманщик расстрига хотел было выбросить из углицкой церкви гроб настоящего её сына, как ложного Димитрия; ей, как матери, стало очень жалко; кое-как хитростью она помешала этому, и её сына кости остались нетронутыми». Костомаров предполагает, что этот швед говорил по наущению бояр, которые втайне уже ткали тогда заговор на жизнь своего Димитрия. Неизвестно, знала ли инокиня Марфа то, что говорилось от её имени. Это было сообщено и старому Мнишеку, тестю Лжедмитрия.
Члены семьи Нагих принимали участие в свадьбе своего «племянника» — конюший Михайло Нагой, брат царицы, принёс знаки царского достоинства (крест, корона и диадема).
Во время убийства Лжедмитрия в 1606 году отказалась от признания его сыном. Костомаров описывает сцену убийства: Один ударил его в щеку и сказал: «Говори, б…. сын, кто ты таков? Кто твой отец? Как тебя зовут? Откуда ты?». Димитрий говорил: «Вы знаете, я царь ваш и великий князь Димитрий, сын царя Ивана Васильевича. Вы меня признали и венчали на царство. Если теперь ещё не верите, спросите у моей матери, — она в монастыре, спросите её, правду ли я говорю, или вынесите меня на Лобное место и дайте говорить». Тогда князь Иван Голицын крикнул во всеуслышание: «Сейчас я был у царицы Марфы; она говорит, что это не её сын: она признала его поневоле, страшась смертного убийства, а теперь отрекается от него!» Эти слова были тотчас же переданы из окна стоявшей толпе. Шуйский, между тем, ездил верхом на дворе и тут же подтверждал, что единственный сын царицы Марфы убит в Угличе, а другого сына у неё не было. Тогда Самозванца убили. Затем у Вознесенского монастыря толпа остановилась и вызвала царицу Марфу. «Говори, царица Марфа, твой ли это сын?» — спрашивали её. По известию «Записок Немоевского», Марфа отвечала: «Не мой!». По другому — она сказала загадочно:

«Было б меня спрашивать, когда он был жив, а теперь, как вы убили его, уже он не мой!»

По третьему известию, сообщаемому в иезуитских записках, мать на вопрос волочивших труп сначала отвечала: «Вы это лучше знаете». А когда они стали к ней приставать с угрожающим видом, то произнесла решительным тоном: «Это вовсе не мой сын».
3 июня 1606 года торжественно встретила в Москве мощи святого царевича Димитрия, принесённые из Углича.

### При Василии Шуйском
Брат царицы Михаил в 1607 году по поручению царя Василия Шуйского ездил в Елец с письмом царицы Марфы (Марии) и образом царевича Дмитрия для увещания возмутившегося населения Северских городов и свидетельства о смерти Дмитрия, в 1609 году в числе других воевод защищал Москву от нападения поляков и приверженцев Лжедмитрия II.

### Смерть
Различные источники дают разные даты смерти Марии Фёдоровны: 1608, 1610, 1612. Однако сохранившееся в Кремле надгробие гласит:

«Лета 7116 (1608) месяца июня в 28 преставися раба божия инока царица Маря Феодоровна всея Русии царя Ивана».

## В литературе
- Киреевский («Песни»)
- В былине «Гришка Отрепьев» именуется «Марфой Матвеевной»[11]

(…) А втапоры стрельцы догадалися,

За то-то слово спохватилися,

В Боголюбов монастырь металися

К царице Марфе Матвеевне:

«Царица ты Марфа Матвеевна!

Твое ли это чадо на царстве сидит,

Царевич Димитрей Иванович?»

А втапоры царица Марфа Матвеевна заплакала

И таковы речи во слезах говорила:

«А глупы стрельцы вы, недогадливы!

Какое мое чадо на царстве сидит?

На царстве у вас сидит Расстрига

Гришка Отрепьев сын;

Потерян мой сын, царевич Димитрей Иванович (…)»

Мария Нагая стала персонажем драмы Фридриха Шиллера «Деметриус».

## В кино
- Смерть Иоанна Грозного (1909) —  Елизавета Уварова;
- Иван Грозный (2009) — Мария Эшпай-Симонова;
- Борис Годунов (2011) — Анна Чурина;
- Годунов (2018) — Ирина Пегова.